# Wolfgang Häntsch

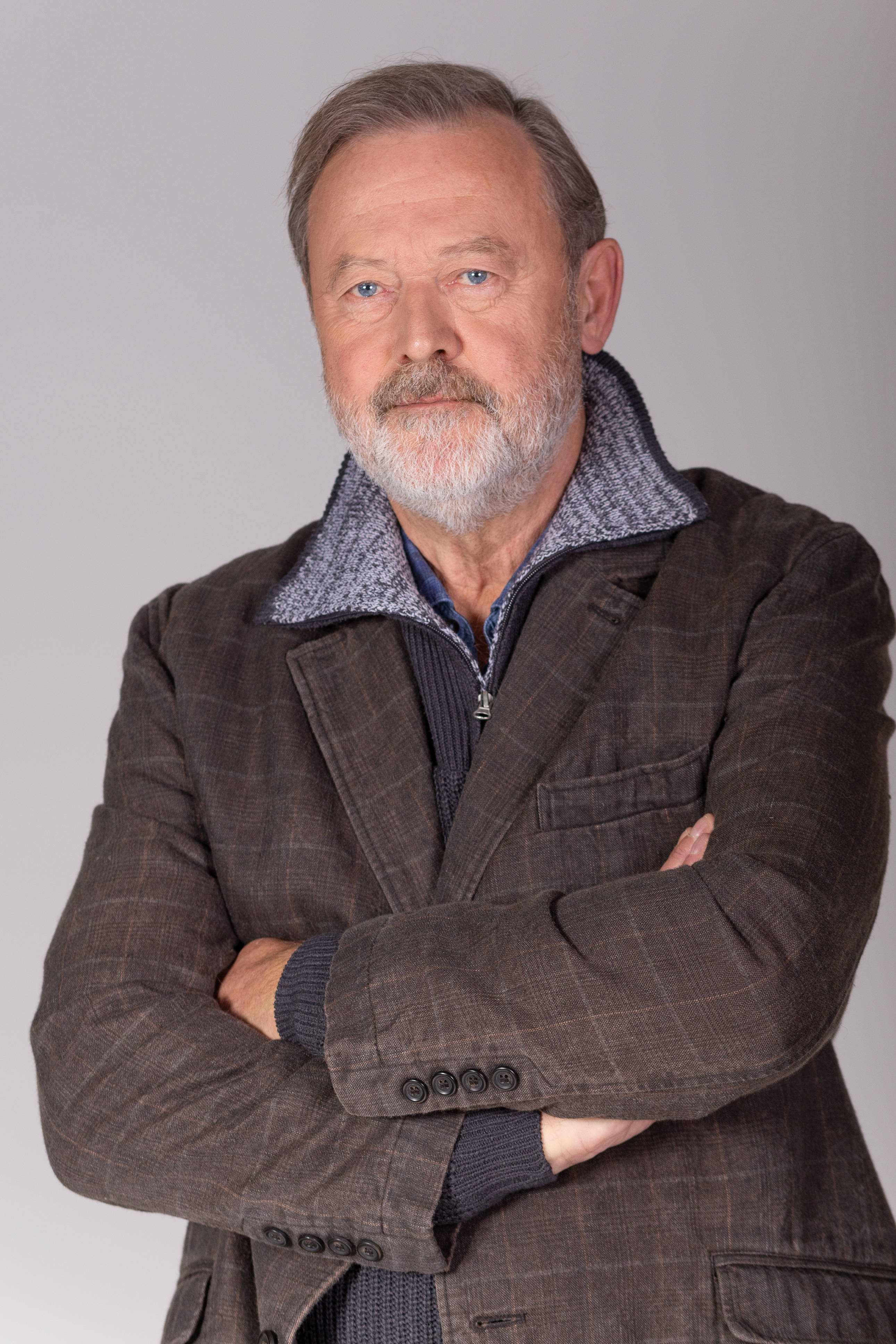
Wolfgang Häntsch (2019)

Wolfgang Häntsch (* 7. Juni 1951 in Seifhennersdorf in Sachsen) ist ein deutscher Schauspieler, Hörspiel- und Synchronsprecher.

## Leben
Von 1971 bis 1975 absolvierte Wolfgang Häntsch die Theaterhochschule Leipzig. Bereits während seiner Ausbildungszeit spielte er am Schauspielstudio des Staatstheaters Dresden. In den Folgejahren hatte er Engagements am Landestheater Eisenach und am Stralsunder Theater.
In Stralsund kam es im Zuge der Vorbereitungen für ein Festprogramm „30 Jahre DDR“ zu Auseinandersetzungen mit der Theaterleitung. Häntsch plante daraufhin mit anderen Kollegen, darunter Frieder Venus, Immo Sennewald und Thomas Wieck, die Gründung einer freien Künstlergemeinschaft im mecklenburgischen Carlsdorf. Dieses Projekt wurde durch die Staatssicherheit zunichtegemacht und Häntsch mit einem zeitweiligen Berufsverbot belegt. Während dieser Zeit arbeitete er unter anderem als Friedhofsgärtner und Telegrammbote. Ab 1982 trat Häntsch – nunmehr freischaffend – wieder am Theater auf, zunächst an den Uckermärkischen Bühnen Schwedt und am Opernhaus Halle. Als es ihm Mitte der 1980er-Jahre als Mitglied des Mecklenburgischen Staatstheaters Schwerin verwehrt wurde, aufgrund des zu der Zeit bereits länger zurückliegenden Berufsverbots mit dem Ensemble auf Gastspielreise ins Ausland zu gehen, beschloss Häntsch, die DDR zu verlassen.
Ab 1989 gastierte Häntsch unter anderem an den Staatstheatern in Berlin (Schillertheater), Stuttgart und Nürnberg, am Nationaltheater Weimar und an der Staatsoperette Dresden, in Hamburg am St. Pauli Theater und dem Operettenhaus sowie in Berlin am Theater am Kurfürstendamm, am Schlosspark Theater, am DOCK 11 und am Renaissance-Theater. Auslandsgastspiele führten ihn an das Theater der Jugend in Wien und das Théâtre national du Luxembourg. Häntsch arbeitete mit Regisseuren wie Peter Sodann, Heribert Sasse, Horst Hawemann, Jiří Menzel oder Holger Berg.
Unter Häntschs zahllosen Bühnenrollen waren bislang Der Andere in Draußen vor der Tür von Wolfgang Borchert, Torvald Helmer in Henrik Ibsens Nora, Agamemnon in Iphigenie in Aulis von Euripides und Oberst Pickering im Musical My Fair Lady von Frederick Loewe und Alan Jay Lerner. Von 2013 bis 2015 spielte er am Hamburger Operettenhaus im Musical Rocky die Figur des Mickey Goodmill, Trainer des Titelhelden.
Seit Mitte der 1970er-Jahre ist Wolfgang Häntsch auch ein vielbeschäftigter Film- und Fernsehdarsteller, insbesondere ab 1990. Wiederholt war er gastweise in den Krimiserien Der Alte und Siska sowie in den Reihen Polizeiruf 110 und Tatort zu sehen. Weiter arbeitet Häntsch als Hörspiel- und Synchronsprecher. Als Letzterer lieh er unter anderem ausländischen Kollegen wie Wayne Rogers, Robert Pugh, Ed Lauter oder Jackie Shroff seine Stimme.
Häntsch war darüber hinaus Initiator von verschiedenen Theaterprojekten in Frankreich und der Schweiz. Er gründete 2005 den Verein Epopée de l’Europe e. V., der sich den kulturellen Austausch mit osteuropäischen Ländern zur Aufgabe gemacht hat.
Nach Ausbruch des Krieges in der Ukraine hat er ein Zertifikat als Sprach- und Kulturmittler erworben und in mehreren Hamburger Schulen mit geflüchteten Kindern gearbeitet.
Wolfgang Häntsch war verheiratet und hat fünf Kinder.

## Filmografie (Auswahl)
- 1974: Polizeiruf 110 – Nachttaxi
- 1976: Unser stiller Mann
- 1978: Härtetest
- 1982: Die Mahnung
- 1984: Bockshorn
- 1987: Heiratsgeschichten
- 1987: Polizeiruf 110 – Abschiedslied für Linda
- 1989: Die ehrbaren Fünf (Fernsehfilm)
- 1991: Viel Rummel um den Skooter – Wo ist das Papier?
- 1993: Tatort – Tod einer alten Frau
- 1993: Schwarz Rot Gold – Der Rubel rollt
- 1994: Das Phantom – Die Jagd nach Dagobert
- 1995: A.S. – Gefahr ist sein Geschäft – Die Jacke
- 1995: Polizeiruf 110 – Sieben Tage Freiheit
- 1995: Tatort – Endstation
- 1996: Tresko – Im Visier der Drogenmafia
- 1998: Die Kinder vom Alstertal – Partyfieber
- 1998: Heimatgeschichten: Mach mal Pause
- 1999: Schande
- 1999: Wolffs Revier – Das dritte Auge
- 1999: Ein starkes Team – Im Visier des Mörders
- 2000: Für alle Fälle Stefanie – Tod auf Raten
- 2000–2001: Victor – Der Schutzengel (11 Folgen als Gabriel)
- 2000–2006: Der Alte (4 Folgen)
- 2001: Sperling – Sperling und das Krokodil im Müll
- 2001: Die Wache – Der Brief
- 2002: Inspektor Rolle – Sex-Inserate
- 2002: Tatort – Todesfahrt
- 2002: Ein starkes Team – Träume und Lügen
- 2002: Großstadtrevier – Das wahre Ich
- 2002: In aller Freundschaft Folge 154: Der Sohn des Polizisten
- 2003: Hallo Robbie! – In letzter Sekunde
- 2004–2007: Siska (5 Folgen)
- 2004: Edel & Starck – Der Spaltpilz
- 2004: Der Ermittler – Mörderisches Spiel
- 2004: Tatort – Große Liebe
- 2005: SOKO Kitzbühel – Fehler im System
- 2005: Kanzleramt (2 Folgen als Gregor Merwald)
- 2005: Tatort – Die Spieler
- 2006: Rosa Roth – In guten Händen
- 2006: Ein Fall für zwei – Ewige Freundschaft
- 2007: Unser Charly – Charly und das Mittelalter
- 2007: Pfarrer Braun – Braun unter Verdacht
- 2007: Solo für Schwarz – Tödliche Blicke
- 2007: Tatort – Schwelbrand
- 2008: Die Rosenheim-Cops – Der Stachel des Todes
- 2008: Der Tote in der Mauer
- 2008: Der Baader Meinhof Komplex
- 2008: Mord in bester Gesellschaft – Die Nächte des Herrn Senator
- 2009: Polizeiruf 110 – Fehlschuss
- 2009: SOKO Leipzig – Tödliches Landleben
- 2009: In aller Freundschaft – Folge 436: Gutes tun
- 2009: Ein russischer Sommer
- 2010: Kommissar LaBréa – Mord in der Rue St. Lazare
- 2011: Vater Mutter Mörder
- 2012: Inga Lindström: Sommer der Erinnerung
- 2013: Das Paradies in uns
- 2013: Tod an der Ostsee
- 2014: Die Pfefferkörner – Der Bootsklau
- 2015: SOKO Wismar – Unter Strom
- 2016: In aller Freundschaft – Folge 731: Im Zweifel
- 2017: Die Lebenden und die Toten – Ein Taunuskrimi
- 2018: Morden im Norden – Kinderherz
- 2019: So weit das Meer
- 2019: Auf dem Grund
- 2019: SOKO Leipzig – Familienteufel
- 2019–2020: Rote Rosen
- 2020: Die Toten am Meer
- 2020: Nord bei Nordwest – Dinge des Lebens
- 2024: SOKO Donau: Mein Essen mit Erik
- 2025: Dr. Nice: Alte Narben

## Hörspiele
- 1985: Mandragola – Autor: Niccolò Machiavelli, Regie: Joachim Staritz
- 1985: Waldstraße Nummer 7 (Folgen: Träume sind Schäume und Hase und Igel) – Autor: Christian Nowack, Regie: Joachim Staritz
- 1985: Schabernack – Autor: Friedel Hohnbaum-Hornschuch, Regie: Joachim Staritz
- 1990: Aloen – Autor: Athol Fugard, Regie: Peter Groeger
- 1990: Klagelied Manhattan – Autor und Regie: Uwe Mengel
- 1991: Er – Autor: Thomas Fuchs, Regie: Martin Daske
- 1995: So blond, so schön, so tot – Autor: Gert Prokop, Regie: Holger Rink
- 2020: Die drei ??? (206) und der Mottenmann – Autor: Christoph Dittert, Regie: Heikedine Körting